# Marvin (Dakota del Sud)
Marvin és una població dels Estats Units a l'estat de Dakota del Sud. Segons el cens del 2000 tenia 66 habitants.

## Demografia
Segons el cens del 2000, Marvin tenia 66 habitants, 19 habitatges, i 9 famílies. La densitat de població era de 47,2 habitants per km².
Dels 19 habitatges en un 21,1% hi vivien nens de menys de 18 anys, en un 26,3% hi vivien parelles casades, en un 10,5% dones solteres, i en un 52,6% no eren unitats familiars. En el 47,4% dels habitatges hi vivien persones soles el 10,5% de les quals corresponia a persones de 65 anys o més que vivien soles. El nombre mitjà de persones vivint en cada habitatge era de 2,21 i el nombre mitjà de persones que vivien en cada família era de 3,22.
Per edats la població es repartia de la següent manera: un 19,7% tenia menys de 18 anys, un 3% entre 18 i 24, un 22,7% entre 25 i 44, un 28,8% de 45 a 60 i un 25,8% 65 anys o més.
L'edat mediana era de 47 anys. Per cada 100 dones de 18 o més anys hi havia 430 homes.
La renda mediana per habitatge era de 17.250 $ i la renda mediana per família de 34.375 $. Els homes tenien una renda mediana de 36.250 $ mentre que les dones 11.250 $. La renda per capita de la població era d'11.405 $. Entorn del 23,1% de les famílies i el 40,2% de la població estaven per davall del llindar de pobresa.

## Poblacions més properes
El següent diagrama mostra les poblacions més properes.